# Stenoma
Stenoma is een geslacht van vlinders uit de familie van de sikkelmotten (Oecophoridae).

## Soorten
Deze lijst van 682 stuks is mogelijk niet compleet.
- S. abductella (Walker, 1864)
- S. accurata (Meyrick, 1916)
- S. acontiella (Walker, 1864)
- S. acratodes (Meyrick, 1916)
- S. acribota (Meyrick, 1930)
- S. acridula (Meyrick, 1918)
- S. actista (Meyrick, 1913)
- S. adminiculata (Meyrick, 1915)
- S. admixta (Walsingham, 1913)
- S. adoratrix (Meyrick, 1925)
- S. adornata (Meyrick, 1915)
- S. adulans (Meyrick, 1925)
- S. adustella (Walker, 1864)
- S. adytodes (Meyrick, 1925)
- S. aerinotata (Butler, 1882)
- S. affinis (Felder, 1875)
- S. affirmatella (Busck, 1914)
- S. agathelpis (Meyrick, 1932)
- S. aggravata (Meyrick, 1916)
- S. aggregata (Meyrick, 1916)
- S. agraria (Meyrick, 1925)
- S. agrioschista (Meyrick, 1927)
- S. albicilla (Zeller, 1854)
- S. albida (Walker, 1864)
- S. albilimbella (Felder & Rogenhofer, 1875)
- S. albitincta (Meyrick, 1930)
- S. alligans (Butler, 1882)
- S. alluvialis (Meyrick, 1925)
- S. ambiens (Meyrick, 1922)
- S. ammodes (Walsingham, 1913)
- S. amphiptera (Meyrick, 1913)
- S. anaphanta (Meyrick, 1925)
- S. anaxesta (Meyrick, 1915)
- S. anceps (Butler, 1882)
- S. ancillaris (Meyrick, 1916)
- S. anconitis (Meyrick, 1915)
- S. ancylacma (Meyrick, 1925)
- S. anetodes (Meyrick, 1915)
- S. annosa (Butler, 1882)
- S. antilyra (Meyrick, 1925)
- S. antitacta (Meyrick, 1925)
- S. aphrophanes (Meyrick, 1929)
- S. aplytopis (Meyrick, 1930)
- S. apsorrhoa (Meyrick, 1915)
- S. aptila (Meyrick, 1915)
- S. arachnia (Meyrick, 1915)
- S. aratella (Walker, 1864)
- S. arenaria (Walsingham, 1913)
- S. arenosa (Meyrick, 1916)
- S. argocorys (Meyrick, 1931)
- S. argotoma (Meyrick, 1915)
- S. armata (Zeller, 1877)
- S. armiferella (Walker, 1864)
- S. arridens (Meyrick, 1931)
- S. ascodes (Meyrick, 1915)
- S. asphalopis (Meyrick, 1925)
- S. assignata (Meyrick, 1918)
- S. associata (Meyrick, 1925)
- S. astacopis (Meyrick, 1930)
- S. astronoma (Meyrick, 1909)
- S. aterpes (Walsingham, 1913)
- S. atmodes (Meyrick, 1915)
- S. atmospora (Meyrick, 1925)
- S. atricassis (Meyrick, 1916)
- S. augescens (Meyrick, 1925)
- S. auricoma (Meyrick, 1930)
- S. aztecana (Walsingham, 1913)
- S. balanoptis (Meyrick, 1932)
- S. baliandra (Meyrick, 1915)
- S. basiferella (Walker, 1864)
- S. basirubrella (Walker, 1864)
- S. bathrocentra (Meyrick, 1915)
- S. bathrogramma (Meyrick, 1912)
- S. bathrotoma (Meyrick, 1925)
- S. bathyntis (Meyrick, 1931)
- S. bathyphaea (Meyrick, 1932)
- S. benigna (Meyrick, 1916)
- S. biannulata (Meyrick, 1930)
- S. bicensa (Meyrick, 1915)
- S. bilinguis (Meyrick, 1918)
- S. binodis (Meyrick, 1915)
- S. biseriata (Zeller, 1877)
- S. bisignata (Meyrick, 1916)
- S. blanduja (Meyrick, 1915)
- S. bolistis (Meyrick, 1925)
- S. bracatingae (Köhler, 1943)
- S. brevisella (Walker, 1864)
- S. bryocosma (Meyrick, 1916)
- S. bryoxyla (Meyrick, 1915)
- S. butyrota (Meyrick, 1929)
- S. byrsinitis (Meyrick, 1912)
- S. byssina (Zeller, 1855)
- S. bythitis (Meyrick, 1915)
- S. caenochytis (Meyrick, 1925)
- S. caesarea (Meyrick, 1915)
- S. caesia (Meyrick, 1915)
- S. caliginea (Meyrick, 1930)
- S. callicoma (Meyrick, 1916)
- S. camarodes (Meyrick, 1915)
- S. camptospila (Meyrick, 1925)
- S. cana (Felder, 1875)
- S. canonias (Meyrick, 1913)
- S. cantatrix (Meyrick, 1925)
- S. capnobola (Meyrick, 1913)
- S. capnocoma (Meyrick, 1931)
- S. capnocrossa (Meyrick, 1925)
- S. capsiformis (Meyrick, 1930)
- S. carabodes (Meyrick, 1915)
- S. carbasea (Meyrick, 1915)
- S. caryodesma (Meyrick, 1925)
- S. caryograpta (Meyrick, 1930)
- S. cassigera (Meyrick, 1915)
- S. castellana (Meyrick, 1916)
- S. catapsecta (Meyrick, 1915)
- S. catenifer (Walsingham, 1912)
- S. catharmosta (Meyrick, 1915)
- S. cathosiota (Meyrick, 1925)
- S. cecropia (Meyrick, 1916)
- S. centrodina (Meyrick, 1916)
- S. certiorata (Meyrick, 1932)
- S. cirrhogramma (Meyrick, 1930)
- S. cirrhoxantha (Meyrick, 1915)
- S. citrophaea (Meyrick, 1931)
- S. citroxantha (Meyrick, 1916)
- S. claripennis (Busck, 1914)
- S. clysmographa (Meyrick, 1925)
- S. cnemosaris (Meyrick, 1925)
- S. codicata (Meyrick, 1916)
- S. colposaris (Meyrick, 1925)
- S. columbaris (Meyrick, 1909)
- S. colligata (Meyrick, 1915)
- S. comma (Busck, 1911)
- S. comosa (Walsingham, 1912)
- S. complanella (Walsingham, 1891)
- S. completella (Walker, 1864)
- S. compsocoma (Meyrick, 1930)
- S. compsocharis (Meyrick, 1925)
- S. compsoneura (Meyrick, 1925)
- S. condemnatrix (Meyrick, 1930)
- S. congressella (Walker, 1864)
- S. congrua (Meyrick, 1925)
- S. coniopa (Meyrick, 1925)
- S. coniophaea (Meyrick, 1930)
- S. consobrina (Meyrick, 1915)
- S. consociella (Walker, 1864)
- S. consonella (Busck, 1935)
- S. constituta (Meyrick, 1925)
- S. constricta (Meyrick, 1926)
- S. contophora (Meyrick, 1915)
- S. contortella (Walker, 1864)
- S. conturbatella (Walker, 1864)
- S. conveniens (Meyrick, 1925)
- S. crambina (Busck, 1920)
- S. crambitella (Walsingham, 1889)
- S. cremastis (Meyrick, 1925)
- S. crepitana (Meyrick, 1918)
- S. cretifera (Felder, 1875)
- S. crocoptila (Meyrick, 1915)
- S. crocosticta (Meyrick, 1925)
- S. crocuta (Felder, 1875)
- S. crypsangela (Meyrick, 1932)
- S. crypsastra (Meyrick, 1915)
- S. crypsetaera (Meyrick, 1925)
- S. crypsiphaea (Meyrick, 1925)
- S. crypsiphragma (Meyrick, 1909)
- S. crypsithias (Meyrick, 1930)
- S. curtipennis (Butler, 1882)
- S. cyanarcha (Meyrick, 1915)
- S. cycloptila (Meyrick, 1915)
- S. cycnographa (Meyrick, 1930)
- S. cycnolopha (Meyrick, 1925)
- S. cymbalista (Meyrick, 1918)
- S. cymogramma (Meyrick, 1925)
- S. cyphoxantha (Meyrick, 1931)
- S. chalepa (Walsingham, 1913)
- S. chalinophanes (Meyrick, 1931)
- S. chalybaeella (Walker, 1864)
- S. chilosema (Meyrick, 1918)
- S. chionodora (Meyrick, 1915)
- S. chionogramma (Meyrick, 1909)
- S. chloromis (Meyrick, 1915)
- S. chloroplaca (Meyrick, 1915)
- S. chlorotrota (Meyrick, 1932)
- S. chloroxantha (Meyrick, 1925)
- S. cholerocrossa (Meyrick, 1930)
- S. choleroptila (Meyrick, 1915)
- S. chromatopa (Meyrick, 1930)
- S. chromolitha (Meyrick, 1925)
- S. chromotechna (Meyrick, 1925)
- S. chrysogastra (Meyrick, 1915)
- S. dasyneura (Meyrick, 1922)
- S. decora (Zeller, 1854)
- S. delenita (Meyrick, 1915)
- S. delphinodes (Meyrick, 1925)
- S. deltomis (Meyrick, 1925)
- S. desecta (Meyrick, 1918)
- S. desidiosa (Meyrick, 1925)
- S. destillata (Zeller, 1877)
- S. deuteropa (Meyrick, 1931)
- S. diacta (Meyrick, 1916)
- S. diametrica (Meyrick, 1926)
- S. dicentra (Meyrick, 1913)
- S. dictyogramma (Meyrick, 1932)
- S. diffinis (Felder, 1875)
- S. dilinopa (Meyrick, 1925)
- S. diplosaris (Meyrick, 1915)
- S. dirempta (Zeller, 1855)
- S. discrepans (Meyrick, 1925)
- S. disjecta (Zeller, 1854)
- S. dispilella (Walker, 1866)
- S. dissona (Meyrick, 1925)
- S. doleropis (Meyrick, 1915)
- S. dorcadopa (Meyrick, 1916)
- S. dromica (Meyrick, 1925)
- S. dryaula (Meyrick, 1925)
- S. dryoconis (Meyrick, 1930)
- S. dryocosma (Meyrick, 1918)
- S. dryoscia (Meyrick, 1932)
- S. dryotechna (Meyrick, 1915)
- S. ebria (Meyrick, 1915)
- S. elaeodes (Walsingham, 1913)
- S. elaeurga (Meyrick, 1926)
- S. elatior (Felder, 1875)
- S. embythia (Meyrick, 1916)
- S. eminens (Meyrick, 1918)
- S. emphanes (Meyrick, 1917)
- S. emphatica (Meyrick, 1916)
- S. empyrota (Meyrick, 1915)
- S. endochra (Meyrick, 1925)
- S. entephras (Meyrick, 1915)
- S. enumerata (Meyrick, 1932)
- S. epicnesta (Meyrick, 1915)
- S. epicrossa (Meyrick, 1932)
- S. epicta (Walsingham, 1912)
- S. epipacta (Meyrick, 1915)
- S. eriacma (Meyrick, 1915)
- S. erotarcha (Meyrick, 1915)
- S. erotica (Meyrick, 1916)
- S. eumenodora (Meyrick, 1937)
- S. eusticta (Meyrick, 1916)
- S. eva (Meyrick, 1915)
- S. evanescens (Butler, 1882)
- S. exarata (Zeller, 1854)
- S. exasperata (Meyrick, 1916)
- S. exempta (Meyrick, 1925)
- S. exhalata (Meyrick, 1915)
- S. expansa (Meyrick, 1915)
- S. expilata (Meyrick, 1915)
- S. explicita (Meyrick, 1930)
- S. externella (Walker, 1864)
- S. faecosa (Felder, 1875)
- S. falsidica (Meyrick, 1915)
- S. fallax (Butler, 1882)
- S. farraria (Meyrick, 1915)
- S. favillata (Meyrick, 1915)
- S. ferculata (Meyrick, 1922)
- S. fermentata (Meyrick, 1916)
- S. ferrocanella (Walker, 1864)
- S. figularis (Meyrick, 1918)
- S. filiferella (Walker, 1864)
- S. finitrix (Meyrick, 1925)
- S. flavicosta (Felder, 1875)
- S. flexibilis (Meyrick, 1916)
- S. fluminata (Meyrick, 1912)
- S. forreri (Walsingham, 1913)
- S. fractinubes (Walsingham, 1912)
- S. fraterna (Felder, 1875)
- S. frondifer (Busck, 1914)
- S. fulcrata (Meyrick, 1915)
- S. fulminata (Meyrick, 1916)
- S. funerana (Sepp, 1830)
- S. fusistrigella (Walker, 1864)
- S. futura (Meyrick, 1912)
- S. gemellata (Meyrick, 1916)
- S. genetta (Felder, 1875)
- S. germinans (Meyrick, 1925)
- S. glaphyrodes (Meyrick, 1913)
- S. glaucescens (Meyrick, 1916)
- S. graphica (Busck, 1920)
- S. graphopterella (Walker, 1864)
- S. gubernata (Meyrick, 1915)
- S. gymnastis (Meyrick, 1915)
- S. gypsoterma (Meyrick, 1915)
- S. habilis (Meyrick, 1915)
- S. halmas (Meyrick, 1925)
- S. haploxyla (Meyrick, 1915)
- S. harpoceros (Meyrick, 1930)
- S. hebes (Dognin, 1905)
- S. hemilampra (Meyrick, 1915)
- S. hemiphanta (Meyrick, 1925)
- S. herifuga (Meyrick, 1932)
- S. heterosaris (Meyrick, 1915)
- S. heterosema (Meyrick, 1930)
- S. heteroxantha (Meyrick, 1931)
- S. hexascia (Meyrick, 1925)
- S. himerodes (Meyrick, 1916)
- S. holcadica (Meyrick, 1916)
- S. homala (Walsingham, 1912)
- S. hopfferi (Zeller, 1854)
- S. hoplitica (Meyrick, 1925)
- S. horizontias (Meyrick, 1925)
- S. horocyma (Meyrick, 1925)
- S. horocharis (Meyrick, 1930)
- S. horometra (Meyrick, 1925)
- S. hospitalis (Meyrick, 1915)
- S. humerella (Walker, 1864)
- S. hyacinthitis (Meyrick, 1930)
- S. hyalocryptis (Meyrick, 1930)
- S. hyalophanta (Meyrick, 1932)
- S. hydraena (Meyrick, 1916)
- S. hydrelaeas (Meyrick, 1931)
- S. hypocirrha (Meyrick, 1930)
- S. iatma (Meyrick, 1915)
- S. icteropis (Meyrick, 1925)
- S. ignobilis (Zeller, 1854)
- S. immersa (Walsingham, 1913)
- S. imminens (Meyrick, 1915)
- S. immunda (Zeller, 1854)
- S. impactella (Walker, 1864)
- S. impedita (Meyrick, 1915)
- S. impurata (Meyrick, 1915)
- S. inardescens (Meyrick, 1925)
- S. incitatrix (Meyrick, 1925)
- S. indecora (Zeller, 1854)
- S. indicatella (Walker, 1864)
- S. infecta (Meyrick, 1930)
- S. inflata (Butler, 1882)
- S. infrenata (Meyrick, 1918)
- S. infusa (Meyrick, 1916)
- S. injucunda (Meyrick, 1925)
- S. innexa (Meyrick, 1925)
- S. insidiata (Meyrick, 1916)
- S. inturbatella (Walker, 1864)
- S. involucralis (Meyrick, 1931)
- S. invulgata (Meyrick, 1915)
- S. iocoma (Meyrick, 1915)
- S. iopercna (Meyrick, 1932)
- S. ioptila (Meyrick, 1915)
- S. iostalacta (Meyrick, 1925)
- S. irascens (Meyrick, 1930)
- S. irenias (Meyrick, 1916)
- S. ischioptila (Meyrick, 1925)
- S. ischnoscia (Meyrick, 1932)
- S. isochyta (Meyrick, 1915)

- S. isomeris (Meyrick, 1912)
- S. isoplintha (Meyrick, 1925)
- S. isosticta (Meyrick, 1932)
- S. javarica (Butler, 1882)
- S. jucunda (Meyrick, 1915)
- S. juvenalis (Meyrick, 1930)
- S. klemaniana (Stoll, 1781)
- S. lacera (Zeller, 1877)
- S. laetifica (Busck, 1920)
- S. latipennis (Zeller, 1877)
- S. latitans (Dognin, 1905)
- S. lavata (Walsingham, 1913)
- S. laxa (Meyrick, 1915)
- S. lembifera (Meyrick, 1915)
- S. lepidocarpa (Meyrick, 1930)
- S. leprosa (Felder, 1875)
- S. leptogma (Meyrick, 1925)
- S. leucana (Sepp, 1850)
- S. leucaniella (Walker, 1864)
- S. leucocryptis (Meyrick, 1932)
- S. leucophaeella (Walker, 1864)
- S. leucosaris (Meyrick, 1925)
- S. lianthes (Meyrick, 1932)
- S. libertina (Meyrick, 1916)
- S. licmaea (Meyrick, 1915)
- S. lithogypsa (Meyrick, 1932)
- S. litura (Zeller, 1839)
- S. lophoptycha (Meyrick, 1925)
- S. lophosaris (Meyrick, 1925)
- S. loxogrammos (Zeller, 1854)
- S. lucidiorella (Walker, 1864)
- S. lucrosa (Meyrick, 1925)
- S. luctifica (Zeller, 1877)
- S. luscina (Zeller, 1877)
- S. lutulenta (Zeller, 1877)
- S. macraulax (Meyrick, 1930)
- S. macronota (Meyrick, 1912)
- S. macroptycha (Meyrick, 1930)
- S. machinatrix (Meyrick, 1925)
- S. malacoxesta (Meyrick, 1930)
- S. manceps (Meyrick, 1925)
- S. marcida (Butler, 1882)
- S. melanesia (Meyrick, 1912)
- S. melanixa (Meyrick, 1912)
- S. melanopis (Meyrick, 1909)
- S. meligrapta (Meyrick, 1925)
- S. melinopa (Meyrick, 1925)
- S. melixesta (Meyrick, 1925)
- S. mendax (Zeller, 1855)
- S. menestella (Walsingham, 1913)
- S. meridiana (Meyrick, 1915)
- S. meridogramma (Meyrick, 1930)
- S. mesosaris (Meyrick, 1925)
- S. methystica (Meyrick, 1930)
- S. metroleuca (Meyrick, 1930)
- S. meyeriana (Cramer, 1782)
- S. microtypa (Meyrick, 1915)
- S. milichodes (Meyrick, 1915)
- S. minor (Busck, 1914)
- S. miseta (Walsingham, 1913)
- S. mistrella (Busck, 1907)
- S. mniodora (Meyrick, 1925)
- S. modicola (Meyrick, 1911)
- S. modulata (Meyrick, 1915)
- S. monosaris (Meyrick, 1915)
- S. mundella (Walker, 1864)
- S. mundula (Meyrick, 1916)
- S. murinella (Walker, 1864)
- S. muscula (Zeller, 1877)
- S. mustela (Walsingham, 1912)
- S. myrochroa (Meyrick, 1915)
- S. myrodora (Meyrick, 1925)
- S. myrrhinopa (Meyrick, 1932)
- S. navicularis (Meyrick, 1930)
- S. neastra (Meyrick, 1915)
- S. nebrita (Walsingham, 1913)
- S. negotiosa (Meyrick, 1925)
- S. neocrossa (Meyrick, 1925)
- S. neopercna (Meyrick, 1930)
- S. neoptila (Meyrick, 1925)
- S. nephelocyma (Meyrick, 1930)
- S. nepheloleuca (Meyrick, 1932)
- S. neurocentra (Meyrick, 1925)
- S. nigricans (Busck, 1914)
- S. niphacma (Meyrick, 1916)
- S. nitidorella (Walker, 1864)
- S. niviliturella (Walker, 1864)
- S. nonagriella (Walker, 1864)
- S. notifera (Meyrick, 1915)
- S. notogramma (Meyrick, 1930)
- S. notosaris (Meyrick, 1925)
- S. notosemia (Zeller, 1877)
- S. nycteropa (Meyrick, 1915)
- S. nymphas (Meyrick, 1916)
- S. nymphotima (Meyrick, 1931)
- S. obelodes (Meyrick, 1915)
- S. oblita (Butler, 1882)
- S. obmutescens (Meyrick, 1916)
- S. obovata (Meyrick, 1931)
- S. obtusa (Meyrick, 1916)
- S. obydella (Felder, 1875)
- S. oceanitis (Meyrick, 1916)
- S. octacentra (Meyrick, 1915)
- S. ochlodes (Walsingham, 1912)
- S. ochricollis (Zeller, 1877)
- S. ochropa (Walsingham, 1913)
- S. ochrosaris (Meyrick, 1925)
- S. ochrothicata (Meyrick, 1925)
- S. ogmolopha (Meyrick, 1930)
- S. ogmosaris (Meyrick, 1915)
- S. omphacopa (Meyrick, 1931)
- S. ophrysta (Meyrick, 1912)
- S. orgadopa (Meyrick, 1925)
- S. orneopis (Meyrick, 1925)
- S. orthocapna (Meyrick, 1912)
- S. orthographa (Meyrick, 1925)
- S. ortholampra (Meyrick, 1930)
- S. orthopa (Meyrick, 1932)
- S. orthoptila (Meyrick, 1936)
- S. ostodes (Walsingham, 1913)
- S. ovulifera (Meyrick, 1925)
- S. oxyscia (Meyrick, 1922)
- S. oxyschista (Meyrick, 1925)
- S. pallicosta (Felder, 1875)
- S. pantogenes (Meyrick, 1930)
- S. paracapna (Meyrick, 1915)
- S. paracta (Meyrick, 1915)
- S. paraplecta (Meyrick, 1925)
- S. pardalodes (Meyrick, 1918)
- S. paropta (Meyrick, 1916)
- S. particularis (Zeller, 1877)
- S. patellifera (Meyrick, 1931)
- S. patens (Meyrick, 1913)
- S. patula (Meyrick, 1916)
- S. paurocentra (Meyrick, 1912)
- S. pauroconis (Meyrick, 1932)
- S. peccans (Butler, 1882)
- S. pelinitis (Meyrick, 1912)
- S. percnocarpa (Meyrick, 1925)
- S. periaula (Meyrick, 1916)
- S. peridesma (Meyrick, 1925)
- S. periphrictis (Meyrick, 1915)
- S. perirrhoa (Meyrick, 1930)
- S. periscelta (Meyrick, 1915)
- S. perjecta (Meyrick, 1931)
- S. perjura (Meyrick, 1925)
- S. peronia (Busck, 1913)
- S. perophora (Meyrick, 1915)
- S. persita (Meyrick, 1915)
- S. pertinax (Meyrick, 1915)
- S. phaeomistis (Meyrick, 1925)
- S. phaeoneura (Meyrick, 1913)
- S. phaeophanes (Meyrick, 1912)
- S. phaeoplintha (Meyrick, 1915)
- S. phalacropa (Meyrick, 1932)
- S. phaselodes (Meyrick, 1931)
- S. phaula (Walsingham, 1912)
- S. phollicodes (Meyrick, 1916)
- S. phortax (Meyrick, 1915)
- S. phyllocosma (Meyrick, 1916)
- S. phylloxantha (Meyrick, 1933)
- S. physotricha (Meyrick, 1915)
- S. picrantis (Meyrick, 1930)
- S. picta (Zeller, 1854)
- S. planicoma (Meyrick, 1925)
- S. platycolpa (Meyrick, 1915)
- S. platyphylla (Meyrick, 1916)
- S. platyterma (Meyrick, 1915)
- S. plebicola (Meyrick, 1918)
- S. pleonastes (Meyrick, 1915)
- S. plesistia (Meyrick, 1930)
- S. pleurotricha (Meyrick, 1925)
- S. pleximorpha (Meyrick, 1930)
- S. plurima (Walsingham, 1912)
- S. polyglypta (Meyrick, 1915)
- S. porphyrastis (Meyrick, 1915)
- S. pratifera (Meyrick, 1925)
- S. procritica (Meyrick, 1925)
- S. projecta (Meyrick, 1915)
- S. promotella (Zeller, 1877)
- S. prosora (Walsingham, 1912)
- S. psalmographa (Meyrick, 1931)
- S. psilomorpha (Meyrick, 1915)
- S. ptilallactis (Meyrick, 1930)
- S. ptychobathra (Meyrick, 1930)
- S. ptychocentra (Meyrick, 1916)
- S. ptychophthalma (Meyrick, 1930)
- S. punicea (Meyrick, 1916)
- S. pustulatella (Walker, 1864)
- S. pyramidea (Walsingham, 1913)
- S. pyrgota (Meyrick, 1930)
- S. pyrobathra (Meyrick, 1931)
- S. pyrrhias (Meyrick, 1915)
- S. pyrrhonota (Meyrick, 1915)
- S. quadratella (Walker, 1864)
- S. quiescens (Meyrick, 1916)
- S. receptella (Walker, 1864)
- S. recondita (Meyrick, 1915)
- S. rectificata (Meyrick, 1925)
- S. recurrens (Meyrick, 1925)
- S. redintegrata (Meyrick, 1925)
- S. regesta (Meyrick, 1926)
- S. relata (Meyrick, 1925)
- S. remorsa (Meyrick, 1925)
- S. residuella (Zeller, 1877)
- S. reticens (Meyrick, 1917)
- S. rhipidaula (Meyrick, 1915)
- S. rhodocolpa (Meyrick, 1916)
- S. rhothiodes (Meyrick, 1915)
- S. robiginosa (Meyrick, 1925)
- S. rosa (Busck, 1911)
- S. rosacea (Butler, 1882)
- S. rostriformis (Meyrick, 1916)
- S. salome (Busck, 1911)
- S. salubris (Meyrick, 1925)
- S. satelles (Meyrick, 1925)
- S. scapularis (Meyrick, 1918)
- S. sceptrifera (Meyrick, 1916)
- S. sciocnesta (Meyrick, 1925)
- S. sciogama (Meyrick, 1930)
- S. sciospila (Meyrick, 1930)
- S. scitiorella (Walker, 1864)
- S. scoliandra (Meyrick, 1915)
- S. scolopacina (Walsingham, 1913)
- S. scoriodes (Meyrick, 1915)
- S. scortea (Meyrick, 1915)
- S. secundata (Meyrick, 1925)
- S. seducta (Meyrick, 1918)
- S. segmentata (Meyrick, 1915)
- S. sematopa (Meyrick, 1915)
- S. semisignella (Walker, 1864)
- S. seppiana (Cramer, 1782)
- S. sequestra (Meyrick, 1918)
- S. sericata (Butler, 1877)
- S. sesquitertia (Zeller, 1854)
- S. simplex (Busck, 1914)
- S. simulatrix (Meyrick, 1914)
- S. sinuata (Fabricius, 1798)
- S. siraphora (Meyrick, 1915)
- S. solella (Walker, 1864)
- S. sommerella (Zeller, 1877)
- S. spectrophthalma (Meyrick, 1932)
- S. spermidias (Meyrick, 1932)
- S. sphragidopis (Meyrick, 1915)
- S. spodinopis (Meyrick, 1931)
- S. stabilis (Butler, 1882)
- S. stephanodes (Meyrick, 1931)
- S. sterrhomitra (Meyrick, 1925)
- S. stigmatias (Walsingham, 1913)
- S. stolida (Meyrick, 1911)
- S. straminella (Walker, 1864)
- S. strenuella (Walker, 1864)
- S. striatella (Busck, 1914)
- S. strigivenata (Butler, 1882)
- S. strophalodes (Meyrick, 1915)
- S. stupefacta (Meyrick, 1916)
- S. stygeropa (Meyrick, 1925)
- S. stylonota (Meyrick, 1915)
- S. subdulcis (Meyrick, 1925)
- S. subita (Meyrick, 1925)
- S. sublimbata (Zeller, 1877)
- S. sublunaris (Meyrick, 1930)
- S. submersa (Meyrick, 1915)
- S. succinctella (Walker, 1864)
- S. suffumigata (Walsingham, 1897)
- S. sustentata (Meyrick, 1926)
- S. symmicta (Walsingham, 1913)
- S. symphonica (Meyrick, 1916)
- S. syndicastis (Meyrick, 1929)
- S. syngraphopis (Meyrick, 1930)
- S. tabida (Butler, 1882)
- S. tectoria (Meyrick, 1915)
- S. tempestiva (Meyrick, 1916)
- S. tephrodesma (Meyrick, 1916)
- S. tetrabola (Meyrick, 1913)
- S. tetrapetra (Meyrick, 1925)
- S. thaleropa (Meyrick, 1916)
- S. thespia (Meyrick, 1915)
- S. tholodes (Meyrick, 1915)
- S. thologramma (Meyrick, 1932)
- S. thoristes (Busck, 1911)
- S. thylacosaris (Meyrick, 1915)
- S. thysanodes (Meyrick, 1915)
- S. tinactis (Meyrick, 1915)
- S. tinctipennis (Butler, 1882)
- S. tolmeta (Walsingham, 1912)
- S. tremulella (Walker, 1864)
- S. triacmopa (Meyrick, 1931)
- S. tribomias (Meyrick, 1915)
- S. tricapsis (Meyrick, 1930)
- S. tricharacta (Meyrick, 1925)
- S. trichocolpa (Meyrick, 1915)
- S. trichoneura (Meyrick, 1913)
- S. trichorda (Meyrick, 1912)
- S. trilineata (Butler, 1882)
- S. triplectra (Meyrick, 1915)
- S. tripustulata (Zeller, 1854)
- S. tripustulella (Walker, 1864)
- S. trirecta (Meyrick, 1931)
- S. trymalopa (Meyrick, 1925)
- S. tumens (Meyrick, 1916)
- S. tumulata (Meyrick, 1916)
- S. tyrocrossa (Meyrick, 1925)
- S. tyroxesta (Meyrick, 1925)
- S. ulosema (Meyrick, 1930)
- S. umbriferella (Walker, 1864)
- S. umbrinervis (Meyrick, 1930)
- S. uncticoma (Meyrick, 1916)
- S. unguentata (Meyrick, 1930)
- S. unisecta (Meyrick, 1930)
- S. unisignis (Meyrick, 1932)
- S. uranophanes (Meyrick, 1931)
- S. urbana (Butler, 1882)
- S. uruguayensis (Berg, 1885)
- S. vacans (Meyrick, 1916)
- S. vaccula (Walsingham, 1913)
- S. vaga (Butler, 1882)
- S. vannifera (Meyrick, 1915)
- S. vapida (Butler, 1882)
- S. vasifera (Meyrick, 1925)
- S. venosella (Walker, 1864)
- S. ventilatrix (Meyrick, 1916)
- S. vexata (Meyrick, 1915)
- S. vinifera (Meyrick, 1915)
- S. viridiceps (Felder & Rogenhofer, 1875)
- S. vita (Busck, 1911)
- S. vitreola (Meyrick, 1925)
- S. volitans (Meyrick, 1925)
- S. xanthobyrsa (Meyrick, 1915)
- S. xanthopetala (Meyrick, 1931)
- S. xanthophaeella (Walker, 1864)
- S. xylinopa (Meyrick, 1925)
- S. xylograpta (Meyrick, 1931)
- S. xylurga (Meyrick, 1913)
- S. ybyrajubu (Becker, 1971)
- S. zanclogramma (Meyrick, 1915)
- S. zephyritis (Meyrick, 1925)
- S. zobeida (Meyrick, 1931)